# Station Fujisaka
Station  Fujisaka  (藤阪駅,  Fujisaka-eki) is een spoorwegstation in de Japanse stad Hirakata. Het wordt aangedaan door de Gakkentoshi-lijn. Het station heeft twee sporen, gelegen aan één eilandperron.

## Treindienst

### JR West
| 1 | ■ Gakkentoshi-lijn | richting Matsuiyamate en Kizu    |
| 2 | ■ Gakkentoshi-lijn | richting Shijōnawate en Kyōbashi |

## Geschiedenis
Het station werd geopend in 1979. 

## Stationsomgeving
- Autoweg 307
- Stadhuis van Hirakata, afdeling Tsuda
- Bibliotheek van Hirakata
- Hotani-rivier
- Wani-park en zwebad
- Depandance van Kyocera-Mita
- Sōgi-meer
- Lawson

Kizu · Nishi-Kizu · Hōsono · Shimokoma · JR Miyamaki · Dōshisha-mae · Kyōtanabe · Ōsumi · Matsuiyamate · Nagao · Fujisaka · Tsuda · Kawachi-Iwafune · Hoshida · Higashi-Neyagawa · Shinobugaoka · Shijōnawate · Nozaki · Suminodō · Kōnoikeshinden · Tokuan · Hanaten · Shigino · Kyōbashi